# Saoedisch kenteken

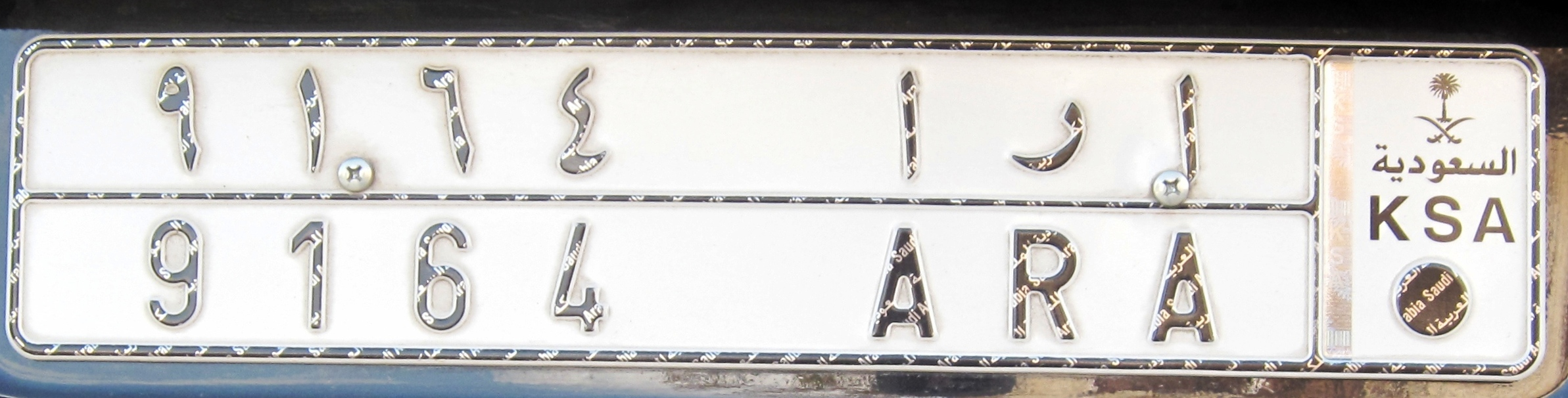

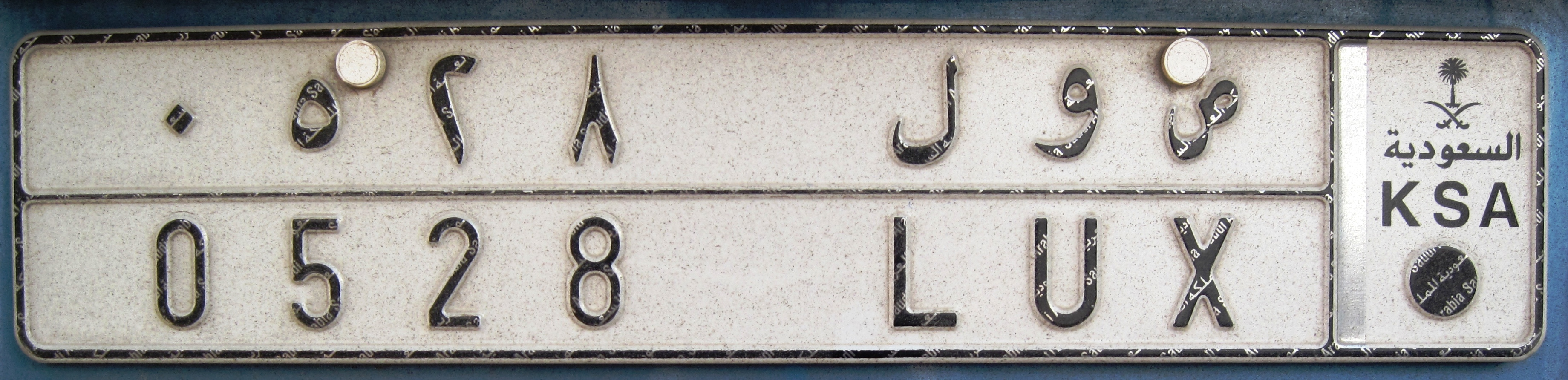

De kentekenplaten in Saudi-Arabië worden sinds 2007 gemaakt in Duitsland door de firma Utsch AG. 
De platen hebben een witte achtergrond, zwarte letters en zijn onderverdeeld in vijf velden. De platen zijn altijd tweetalig, in het Arabisch (bovenste rij) en in het Latijn (onderste rij). 
De combinatie bestaat uit vier cijfers en 3 letters. Aan de rechterkant heb je het teken uit Saoudie-Arabië met in het Arabisch en Latijn: KSA (Kingdom Saudi Arabia)